# Magyar amatőr ökölvívók listája
Magyar amatőr ökölvívók listája

## Olimpiaibajnokok
- Kocsis Antal 1928 légsúly
- Énekes István 1932 légsúly
- Harangi Imre 1936 könnyűsúly
- Csík Tibor 1948 harmatsúly
- Papp László 1948 középsúly
- Papp László 1952 nagyváltósúly
- Papp László 1956 nagyváltósúly
- Török Gyula 1960 légsúly
- Gedó György 1972 papírsúly
- Kovács István 1996 harmatsúly

Olimpiai ezüstérmesek
- Kajdi János 1972 váltósúly
- Orbán László (ökölvívó) 1972 könnyűsúly

Olimpiai bronzérmesek
- Botos András 1972 pehelysúly
- Váradi János 1980 légsúly
- Lévai István 1980 nehézsúly
- Isaszegi Róbert 1988 papírsúly
- Béres Zoltán 1992 félnehézsúly
- Kovács István 1992 légsúly
- Mizsei György 1992 nagyváltósúly
- Erdei Zsolt 2000 középsúly

## Amatőr világbajnokok
- Kovács István 1991 légsúly
- Kovács István 1997 pehelysúly
- Erdei Zsolt 1997 középsúly

világbajnoki ezüstérmesek
- Bedák Pál 2005 papírsúly

világbajnoki bronzérmesek
- Váradi János 1986 légsúly
- Molnár Tibor 1986 váltósúly
- Füzesy Zoltán 1989 középsúly
- Hranek Sándor 1989 félnehézsúly
- Káté Gyula 2003 könnyűsúly

Női világbajnokok:
Kovács Mária 2002, 2005. 86 kg.
Női világbajnoki ezüstérmesek:
Ducza Anita 2001. 75 kg.
Kovács Mária 2001, 2006. 86 kg.
Női világbajnoki bronzérmesek:
Csík Mónika 2002. 48 kg.
Ducza Anita 2005, 2006, 2008.

## Amatőr Európa-bajnokok
- Kocsis Antal 1927 légsúly
- Kocsis Antal 1928 légsúly
- Énekes István 1930 légsúly
- Széles János 1930 harmatsúly
- Szabó Gyula 1930 pehelysúly
- Énekes István 1932 légsúly
- Énekes István 1934 harmatsúly
- Szigeti Lajos 1934 középsúly
- Énekes Vilmos 1937 légsúly
- Bogács László 1947 harmatsúly
- Papp László 1949 középsúly
- Bene László 1949 nehézsúly
- Papp László 1951 nagyváltósúly
- Kajdi János 1963 könnyűsúly
- Gedó György 1969 papírsúly
- Orbán László 1969 pehelysúly
- Gedó György 1971 papírsúly
- Badari Tibor 1971 harmatsúly
- Kajdi János 1971 váltósúly
- Csjef Sándor 1973 váltósúly
- Badari Tibor 1975 pehelysúly
- Somodi Ferenc (1975 nehézsúly
- Fazekas György 1984 Váltósúly

Női Európa-bajnokok
- Kovács Mária 2003, 2004, 2006.
- Csík Mónika 2007.

Európa-bajnoki ezüstérmesek
- Kocsis Antal 1927 légsúly
- Szobolevszky Sándor 1930 könnyűsúly
- Szigeti Lajos 1930 középsúly
- Szigeti Lajos 1932 középsúly
- Kubinyi Frigyes 1934 légsúly
- Frigyes Dezső 1934 pehelysúly
- Harangi Imre 1934 könnyűsúly
- Varga István 1934 váltósúly
- Mándi Imre 1937 váltósúly
- Bondi Miksa 1939 harmatsúly
- Bednai József 1949 légsúly
- Juhász István 1951 könnyűsúly
- Juhász István 1953 könnyűsúly
- Budai Pál 1955 kisváltósúly
- Török Gyula 1959 légsúly
- Botos András 1971 pehelysúly
- Nagy József 1975 kisváltósúly
- Somodi Ferenc 1979 szupernehézsúly
- Szőke László 1987 pehelysúly
- Isaszegi Róbert 1989
- Váradi János 1989
- Erős Lajos 1989
- Lakatos Pál 1993 papírsúly
- Balzsay Károly 2002 középsúly

Női Európa-bajnoki ezüstérmesek
- Csík Mónika 2003, 2004, 2006.
- Ducza Anita 2003, 2004.
- Kovács Mária 2005, 2007.

Európa-bajnoki bronzérmesek
- Bedák Zsolt 2006 harmatsúly
- Gelb Miklós 1927 pehelysúly
- Balázs István 1927 váltósúly
- Széles János 1928 harmatsúly
- Szabó Gyula 1937 pehelysúly
- Szigeti Lajos 1937 félnehézsúly
- Szigeti Lajos 1939 félnehézsúly
- Erdei János 1951 harmatsúly
- Kisfalvi István 1951 pehelysúly
- Czabajszki László 1957 félnehézsúly
- Kellner Ferenc 1959 könnyűsúly
- Juhász István 1959 kisváltósúly
- Kajdi János 1961 könnyűsúly
- Kálmán János 1963 váltósúly
- Szénási Ernő 1965 nehézsúly
- Gula László 1967 könnyűsúly
- Kajdi János 1967 kisváltósúly
- Gáli István 1967 váltósúly
- Orbán László 1971 könnyűsúly
- Juhász László 1973 kisváltósúly
- Gedó György 1975 papírsúly
- Orbán Sándor 1975 légsúly
- Botos András 1975 könnyűsúly
- Rapcsák Mihály 1975 nagyváltósúly
- Rózsa András 1979 papírsúly
- Pém László 1979 középsúly
- Szabó Lóránt 1989 váltósúly
- Lakatos Pál 1991 papírsúly
- Hart Péter 1991 nehézsúly
- Lakatos Pál 1998 papírsúly
- Nagy János 1998 pehelysúly
- Lakatos Pál 2000 papírsúly
- Garai Emil 2000 nehézsúly
- Farkas György 2000 harmatsúly
- Kótai Mihály 2000 váltósúly
- Szűcs István 2002 félnehézsúly

Női Európa-bajnoki bronzérmesek
- Ducza Anita 2001, 2006.
- Csejtei Csilla 2003, 2007.
- Csík Mónika 2005.

Más nemzetközi eredményt elért magyarok
- Dudás Tibor junior-világbajnoki bronzérmes 2002 könnyűsúly
- Fazekas György  Magyar-Bajnok junior Európa-Bajnok  1984 váltósúly